# Hijos de Rivera
Hijos de Rivera, S.A. is een Spaanse voedselproducent en brouwerij gevestigd in de Galicische stad A Coruña. Het hoofdmerk dat hier wordt gebrouwen is Estrella Galicia, een in Spanje populaire pils met een alcoholpercentage van 5,5% die voor het eerst werd gebrouwen in het jaar 1906. José María Rivera Corral stichtte in dat jaar een kleine brouwerij in A Coruña. In 2006 werd het honderdjarig bestaan ervan gevierd met de lancering van het speciaalbier 1906 Reserva Especial. Hiernaast produceert de onderneming andere internationale en nationale biermerken. Verder biedt ze enkele soorten water, frisdrank, fruitsappen, zuivelproducten, olijfolie, koffie, wijn, geestrijke dranken, schoonmaakmateriaal en een gevarieerd gamma aan voedingsproducten te koop aan.

## Producten

### Bieren
- Estrella Galicia Especial (blonde lager, 5,5%)
- Estrella Galicia Pilsen (blond, 4,7%)
- Estrella Galicia 0,0 (blond, 0,04%)
- Shandy Estrella Galicia (blond, 0,9%)
- Estrella Galicia Light (blond, 2,5%)
- Estrella de Navidad (kerstbier, goudblond, 5,5%)
- 1906 Reserve Especial (blond, 6,5%)
- 1906 Red Vintage (amber, 8%)

### Mineraalwaters
- Aguas de Cabreiroá
- Aguas de Cuevas